# Hohe Salve
De Hohe Salve is een Oostenrijkse berg gelegen tussen Kufstein, Wörgl en Kitzbühel in de deelstaat Tirol, die bekend is als uitzichtspunt. Vanaf de top heeft men uitzicht op de Hohe Tauern, de Zillertaler Alpen en het Kaisergebergte. Op de flanken zijn in de winter skipistes, in de zomer is het een startplaats voor parapenten.
Als bijnaam wordt de berg wel de Rigi van Tirol genoemd.

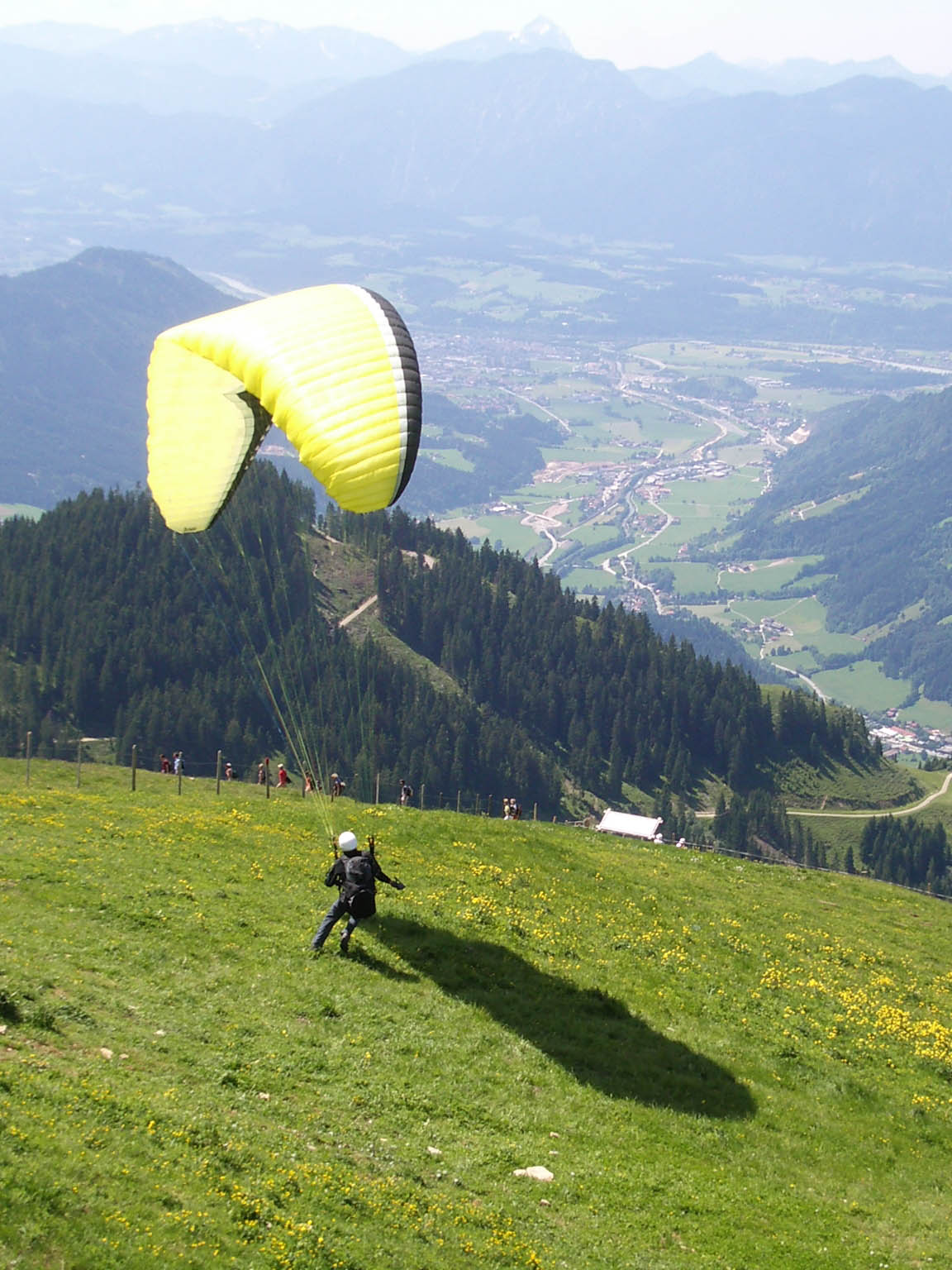
De Hohe Salve als startpunt voor parapenten.